# Sejemra Seduaset
'Sekhemre Shedwast (también Sekhemreshedwaset) fue un faraón de la  decimosexta dinastia  del llamado Segundo período intermedio.
El nombre Sekhemre Shedwast, se traduce literalmente como "el Poder de Re que rescata Tebas", mientras que su Nombre de Sa-Ra es desconocido. El nombre de Sekhemre Shedwast no está inscrito fuera de la Canon Real de Turín, donde aparece como el sucesor del rey Bebiankh.
Se ha sugerido, pero no se acepta universalmente, que Sekhemre Shedwast pueda ser el rey Sekhemre Shedtawy Sobekemsaf II, ya que sus nombres de trono solo difieren ligeramente. Si esto fuese así, pudo haber estado casado con la reina Nubkhaes II y haber tenido un hijo llamado Sekhemre-Wepmaat Intef.

## Titulatura
| Titulatura | Jeroglífico | Transliteración (transcripción) - traducción - (referencias) |

| N5 | S42 | F30 · D46 | A24 | S40 | X1 · O49 | R13 |

| N5 | S42 | F30 · D46 | A24 | S40 | X1 · O49 | R13 |

| N5 | S42 | F30 · D46 | A24 | S40 | X1 · O49 | R13 |

| N5 | S42 | F30 · D46 | A24 | S40 | X1 · O49 | R13 |

| N5 | S42 | F30 · D46 | A24 | S40 | X1 · O49 | R13 |

| N5 | S42 | F30 · D46 | A24 | S40 | X1 · O49 | R13 |

| N5 | S42 | F30 · D46 | A24 | S40 | X1 · O49 | R13 |

| N5 | S42 | F30 · D46 | A24 | S40 | X1 · O49 | R13 |

| N5 | S42 | F30 · D46 | A24 | S40 | X1 · O49 | R13 |

| N5 | S42 | F30 · D46 | A24 | S40 | X1 · O49 | R13 |

| N5 | S42 | F30 · D46 | A24 | S40 | X1 · O49 | R13 |

| N5 | S42 | F30 · D46 | A24 | S40 | X1 · O49 | R13 |

| N5 | S42 | F30 · D46 | A24 | S40 | X1 · O49 | R13 |

| N5 | S42 | F30 · D46 | A24 | S40 | X1 · O49 | R13 |

| N5 | S42 | F30 · D46 | A24 | S40 | X1 · O49 | R13 |

| N5 | S42 | F30 · D46 | A24 | S40 | X1 · O49 | R13 |

| Predecesor: Seuserenra | Faraón Dinastía XVI | Sucesor: Desconocido |

- Datos: Q4896582